# Jenkins (software)
Jenkins je free a open-source server napsaný v Javě. Jenkins slouží k automatizaci procesu vývoje softwaru v podobě automatizace průběžné integrace. Podporuje systémy pro správu verzí včetně AccuRev, CVS, Subversion, Git, Mercurial, Perforce, TD/OMS, ClearCase a RTC. Umí spouštět projekty využívající Apache Ant, Apache Maven a sbt a libovolné shellové skripty a dávkové soubory. Jenkins je vydaný pod licencí MIT, jedná se tedy o svobodný software.
Sestavování může být v Jenkinsu vyvoláno různými způsoby, například commitem v systému správy verzí, nastavením cronového mechanismu nebo požadavkem na konkrétní URL. Funkcionalita Jenkinse může být rozšířena pomocí pluginů.